# 7356 Casagrande
7356 Casagrande este un asteroid din centura principală de asteroizi.

## Descriere
7356 Casagrande este un asteroid din centura principală de asteroizi. A fost descoperit pe 27 septembrie 1995 la observatorul astronomic Santa Lucia din Stroncone. Asteroidul prezintă o orbită caracterizată de o semiaxă mare de 2,61 ua, o excentricitate de 0,13 și o înclinație de 11,7° în raport cu ecliptica.